# 塩谷心海
塩谷 心海（しおたに ここみ、2002年1月6日 - ）は、日本の女子バスケットボール選手である。ポジションはパワーフォワード。Wリーグのシャンソン化粧品シャンソンVマジック所属。

## 来歴
埼玉県出身。
大阪薫英女学院高校でウインターカップ準優勝。大阪人間科学大学でもインカレベスト8。
2023年12月、シャンソンVマジックにアーリーエントリー登録。

## 日本代表歴
- 2021 U19ワールドカップ